# Vlag van Oost-Vlaanderen
De vlag van Oost-Vlaanderen bevat een heraldische zwarte leeuw met rood geklauwd en getongd die ook op het wapen van Oost-Vlaanderen staat. De leeuw staat op een achtergrond met groene en witte banen. De groene kleur verwijst naar de toenemende zorg voor het milieu van het provinciebestuur en naar de
historische symboliek (namelijk de kleur van de groene uniformen van de Oost-Vlaamse ridderschap - K.B. 21 augustus 1818); de witte banen
verwijzen naar de Oost-Vlaamse waterlopen: een brede lijn verwijst naar de Schelde, de drie smallere lijnen naar de Dender, Leie en Durme.
De huidige vlag van de provincie Oost-Vlaanderen werd ontworpen naar aanleiding van het decreet van 21 december 1994, Decreet houdende
vaststelling van het wapen en de vlag van de provincies en gemeenten (gepubliceerd in het Belgisch Staatsblad van 4 april 1995). Het ontwerp werd uitgevoerd door de heraldisch tekenaar F. Brose uit Theux. De vlag werd bij besluit van de Vlaamse minister van Cultuur, Gezin en
Welzijn - Luc Martens - van 14 december 1998 vastgesteld (gepubliceerd
in het Belgisch Staatsblad van 14 april 1999).

## Afgekeurd vlagontwerp
Het voorstel van de Provinciale Raad werd op 21 maart 1996 verworpen door de Vlaamse Heraldische Raad omdat de leeuw slechts drie nagels aan elke poot had. Een standaard heraldische leeuw zou vier nagels moeten hebben.
De afgekeurde vlag- en wapenontwerpen werden getekend door de heraldicus en schilder Fernand Brose, die al eerder de vlag en het wapenschild van de Duitstalige Gemeenschap had ontworpen.

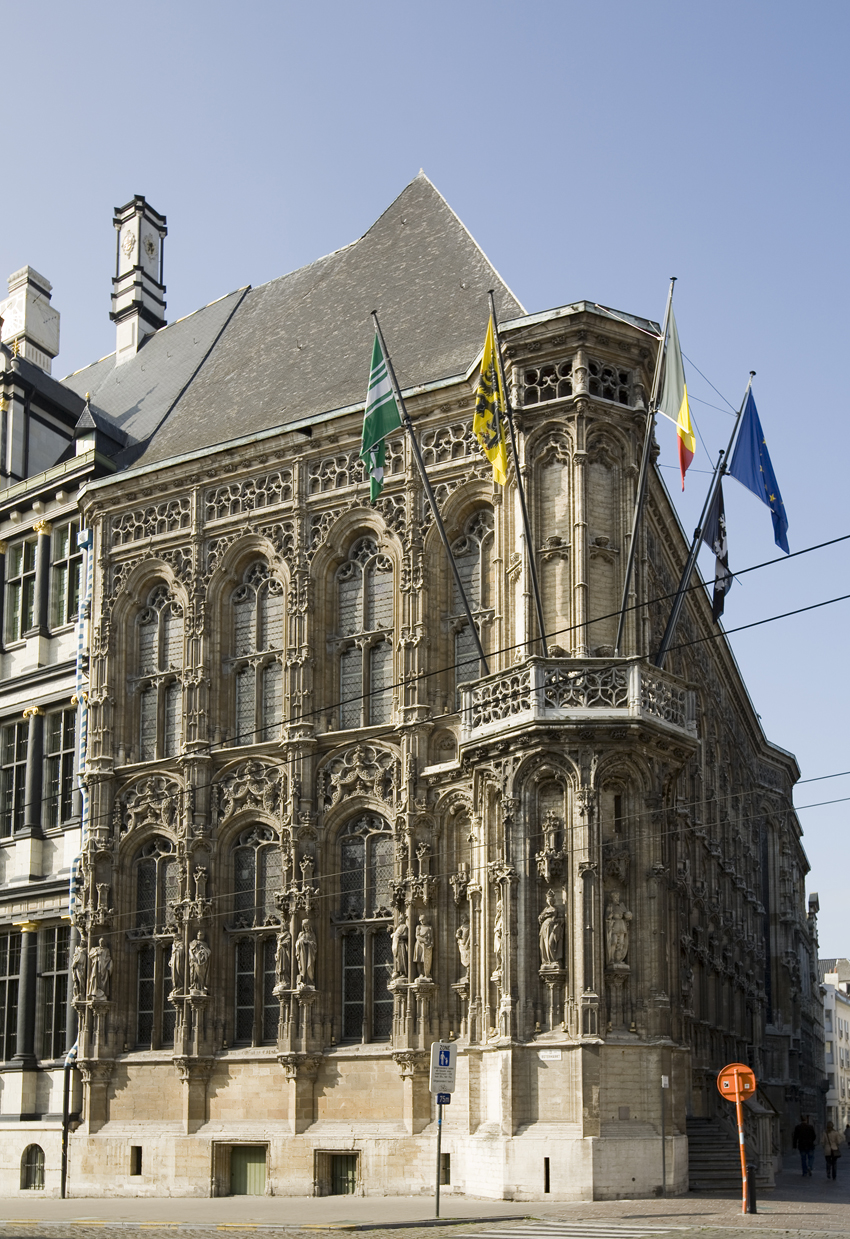
Stadhuis van Gent met vlag Oost-Vlaanderen aan de linkerkant
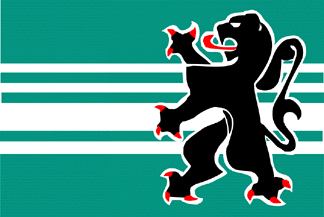
Afgekeurd vlagontwerp
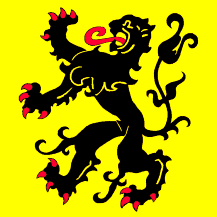
Oude onofficiële wapenbanier
Vlag van de Gouverneur van Oost-Vlaanderen